# Джентри, Говард Скотт
Говард Скотт Джентри (англ. Howard Scott Gentry; 10 декабря 1903 — 1 апреля 1993) — американский ботаник, признан ведущим мировым ученым в изучении агав.

## Биография
Джентри родился в городе Темекьюла в Калифорнии. В 1931 году он получил степень бакалавра по зоологии позвоночных в Калифорнийском университете в Беркли. В 1947 году Джентри получил степень доктора философии по ботанике в Мичиганском университете, диссертация: «The Durango Grasslands».
Джентри провёл свою первую полевую экспедицию в Западной Сьерра-Мадре в Мексике в 1933 году. Большую часть следующих двадцати лет он посвятил изучению и описанию растений в северо-западной Мексике. С 1950 до 1971 года он работал в департаменте сельского хозяйства США. Джентри провел ботанические экспедиции в Европу, Индию и Африку в поисках растений, полезных для человека. С 1971 года он был научным ботаником ботанического сада в Финиксе. Он также собрал много ботанических образцов для ботанического сада Хантингтона в Сан-Марино, Калифорния.
Его исследования растений региона Рио-Майо на северо-западе Мексики в 1942 стали классикой для изучения малоизвестной территории.
Помимо чисто ботанических работ, он также интересовался этноботаникой, а его описания растений включают информацию об их использования коренными народами.

## Отдельные работы
- «Río Mayo Plants of Sonora-Chihuahua» (1942), later updated posthumously as «Gentry’s Rio Mayo Plants» (University of Arizona Press, 1998) ISBN 0-8165-1726-6
- «The Family of Agave Sonora» (USDA, 1972)
- «The Agaves of Baja California» (California Academy of Sciences, 1978)
- «Agaves of Continental North America» (University of Arizona Press, 1982) ISBN 0-8165-2395-9

## Награды
Вида растений, названные в честь Г. С. Джентри
- (Asparagaceae) «Agave gentryi» B. Ullrich[4]
- (Annonaceae) «Guatteria gentryi» Maas & Erkens[5]
- (Apocynaceae) «Malouetia gentryi» M. E. Endress[6]
- (Aspleniaceae) «Asplenium gentryi» A. R. Sm.[7]